# Richard de Montfichet

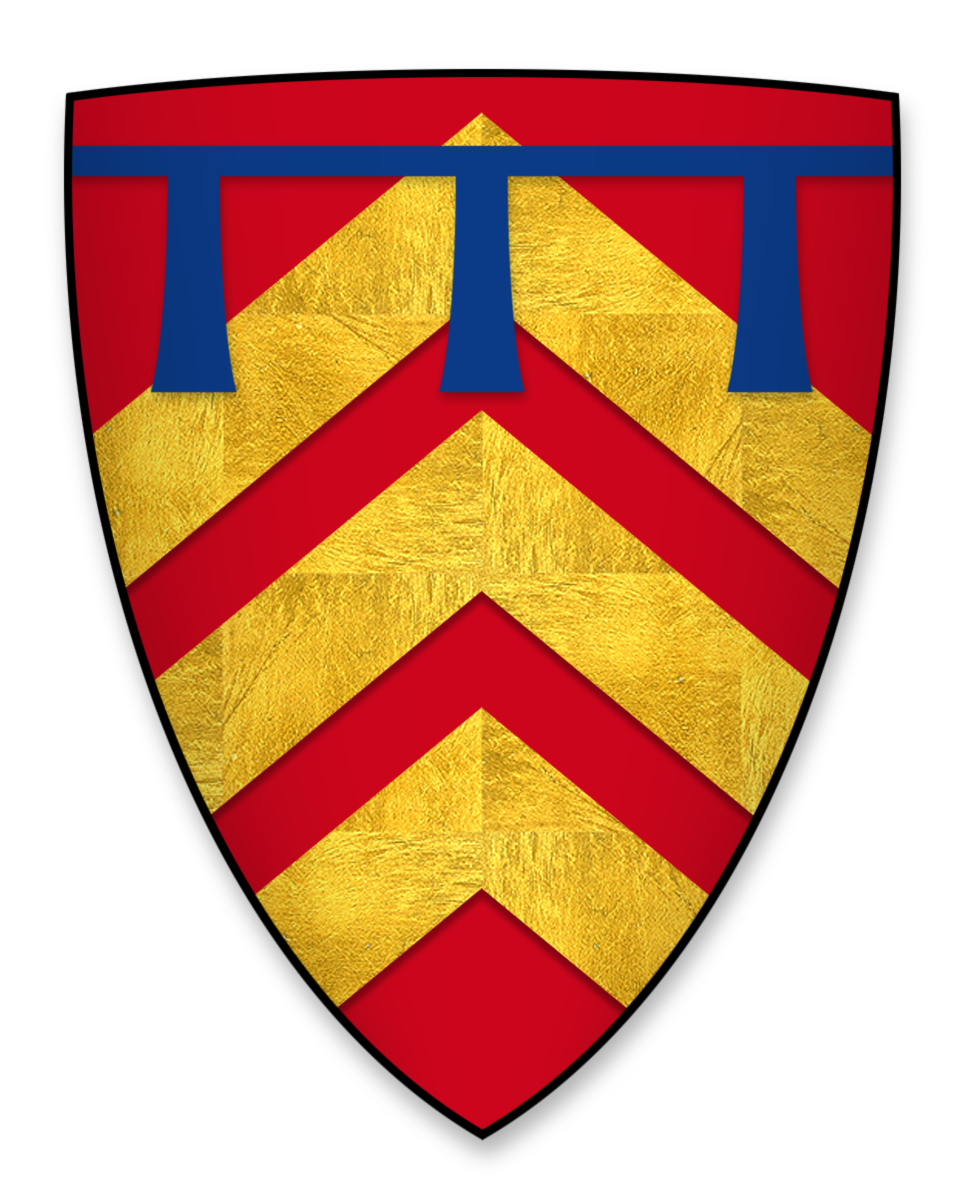
Wappen von Richard de Montfichet

Richard de Montfichet (* nach 1190; † 1267) war ein englischer Adliger und Rebell. Er gehörte zu den ostenglischen Baronen, die im Konflikt mit König Johann Ohneland nach der Anerkennung der Magna Carta die Führung der Adelsopposition übernahmen.

## Herkunft und Jugend
Richard war der älteste Sohn von Richard de Montfichet († 1203), einem Gefolgsmann von König Richard Löwenherz, und von dessen Frau Millicent, damit war er ein Nachfahre von William de Montfichet († vor 1156), der als Lord von Stansted Mountfitchet in Essex dem König mit fast 50 knights’ fee gedient hatte. Daher erbte er auch einen Anspruch auf die Verwaltung der königlichen Wälder in Essex, den sein Großvater Gilbert de Montfichet († um 1186) vermutlich wegen seiner Teilnahme an der Rebellion von Heinrich dem Jüngeren 1173 bis 1174 verwirkt hatte. Nach dem Tod seines Vaters 1203 erwarb Roger de Lacy, Constable of Chester, gegen eine Gebühr von £ 1000 vom König die Vormundschaft über Richard, doch diese Gebühr wurde vermutlich nie vollständig bezahlt. 1210 erwarb seine Mutter gegen eine Gebühr in Höhe von 1100 Mark die Vormundschaft, sie bezahlte die Summe innerhalb eines Jahres. Vor 1214 wurde Richard volljährig, in diesem Jahr nahm er an dem fehlgeschlagenen Feldzug von König Johann Ohneland ins Poitou teil.

## Rebell gegen den König
Kurz nach seiner Rückkehr aus Frankreich schloss sich Richard der Adelsopposition gegen den König an. Vielleicht wurde er dabei von seinen Verwandten beeinflusst, da William de Forz sein Schwager war, dazu war er mit Robert FitzWalter, dem Führer der Adelsopposition sowie mit Richard de Clare verwandt. Vielleicht hoffte Montfichet auch, seine Familienbesitzungen zurückzuerhalten, die sein Großvater unter Heinrich II. verloren hatte. König Johann sicherte ihm tatsächlich am 21. Juni 1215, kurz nach der Anerkennung der Magna Carta, die Verwaltung der königlichen Wälder von Essex zu. Dazu wurde er einem der 25 Barone gewählt, die die Einhaltung der Bestimmungen der Magna Carta durch den König kontrollieren sollten. Als es im Herbst 1215 wieder zum offenen Krieg der Barone gegen den König kam, blieb Richard weiterhin auf der Seite der Rebellen, worauf der König seine Güter besetzen ließ. Im Mai 1217 wurde er in der Schlacht von Lincoln gefangen genommen. Er blieb in Gefangenschaft, bis er sich nach dem Frieden von Lambeth im Oktober 1217 dem neuen König Heinrich III. unterwarf. Im Gegenzug erhielt er seine eigenen Ländereien sowie die Verwaltung der königlichen Wälder in Essex zurück.

## Späteres Leben
1225 und erneut 1237 bezeugte Richard die erneute Anerkennung der Magna Carta durch den König. 1230 nahm er am erfolglosen Frankreichfeldzug von Heinrich III. teil. Ab 1236 war er oberster Richter für die königlichen Wälder in 19 Grafschaften Südenglands. 1234 wurde er Baron of the Exchequer, und 1244 gehörte er dem Parlament an, wobei er einer der Sprecher der Barone war. Als der König das Parlament um die Bewilligung einer neuen Steuer bat, stellten die Barone Bedingungen, unter anderem Einfluss auf die Besetzung der Great Officers of State, was der König wiederum ablehnte. Damit scheiterte der Versuch des Königs, neue Steuern bewilligt zu bekommen. Von 1242 bis 1246 war Richard Sheriff von Essex und Hertfordshire. Als alter Mann schloss er sich während der Wirren des Zweiten Kriegs der Barone keine der beiden Parteien an, blieb aber weiter Richter der königlichen Wälder. Als letzter der 25 Barone der Magna Carta von 1215 starb er Ende 1267.

## Heiraten und Erbe
Richard war mindestens zweimal verheiratet, um 1217 mit einer Alice und später mit einer Frau namens Jousa oder Joyce, die ihn überlebte. Dennoch hinterließ er keine Kinder. Kurz vor seinem Tod übergab er mit Zustimmung des Königs sein Amt als erblicher Aufseher der Wälder in Essex dem entfernt mit ihm verwandten Thomas de Clare. Nach seinem Tod wurden seine Besitzungen unter den Kindern und Enkeln seiner drei Schwestern aufgeteilt.